# Lều (họ)
Họ Lều là một họ của người Việt Nam. Họ Lều ít phổ biến, có trong các cộng đồng Người Việt.